# Atschinsk
Atschinsk (russisch А́чинск) ist eine russische Stadt im Südwesten der Region Krasnojarsk in Sibirien mit 109.155 Einwohnern (Stand 14. Oktober 2010).

## Geographie
Atschinsk liegt 163 km westlich der Provinzhauptstadt Krasnojarsk am rechten Ufer des hier stark mäandrierenden Tschulym. Bei der nördlichen und westlichen Umgebung der Stadt handelt es sich größtenteils um seenreiche Taiga in hügeliger Landschaft. Nächstgelegene Stadt ist Nasarowo; sie befindet sich 30 km südlich von Atschinsk.

## Geschichte
Bereits im Jahr 1641 war von Kosaken einige Kilometer vom heutigen Atschinsk ein strategisch wichtiger Ostrog am Übergang über den Tschulym errichtet worden. Nachdem diese erste Siedlung 1683 abgebrannt war, wurde sie noch im gleichen Jahr an der heutigen Stelle neuaufgebaut und erhielt 1782 die Stadtrechte. Ebenfalls 1782 wurde Atschinsk auch Kreisstadt (Zentrum eines Ujesd), schon 1797 dann zunächst wieder zurückgestuft, aber 1822 erneut Kreisstadt (Zentrum eines Okrug). Mit dem Bau der Transsibirischen Eisenbahn und dem Anschluss der Stadt (Streckenkilometer 3914) im Jahre 1895 bekam Atschinsk schnell größere Bedeutung vor allem für den Handel mit China. Der Bezirk Atschinsk wurde 1930 das erste Ziel von stalinistischen Bauern-Deportationen in der Region Krasnojarsk.

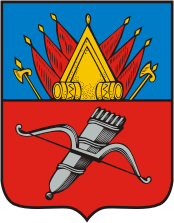
Stadtwappen in zaristischer Zeit (1785)
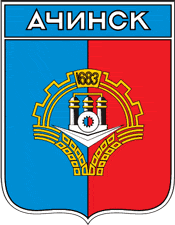
Stadtwappen in sowjetischer Zeit (1982)

## Bevölkerungsentwicklung
| Jahr | Einwohner |
| ---- | --------- |
| 1857 | 2.270     |
| 1860 | 2.501     |
| 1867 | 3.160     |
| 1881 | 3.939     |
| 1888 | 5.131     |
| 1897 | 6.699     |
| 1911 | 7.026     |
| 1939 | 32.484    |
| 1959 | 50.323    |
| 1970 | 97.001    |
| 1979 | 116.854   |
| 1989 | 121.572   |
| 2002 | 118.744   |
| 2010 | 109.155   |

Anmerkung: überwiegend Volkszählungsdaten

## Wirtschaft
Die größten Industriebetriebe in Atschinsk sind das Aluminiumoxid-Kombinat Atschinski Glinosjomny Kombinat und ein Zementwerk, die beide zum russischen Mischkonzern Basic Element gehören. Zudem gibt es in der Stadt eine große Ölraffinerie sowie mehrere kleinere Fabriken.

## Verkehr
Atschinsk befindet sich an der Fernstraße R255 (Nowosibirsk – Irkutsk), von der hier die Nebenstraßen in die Teilrepublik Chakassien und nach Biriljussy abzweigen. Nördlich von Atschinsk überquert die Transsibirische Eisenbahn den Tschulym. In der Stadt zweigen zwei Nebenstrecken ab; die eine führt nach Lessosibirsk am Jenissei und wurde erbaut, um die Region nördlich von Atschinsk für die Holzwirtschaft zu erschließen. Die andere Linie verläuft in südlicher Richtung nach Abakan in Chakassien. Atschinsk ist somit der wichtigste Bahnknotenpunkt in der Region Krasnojarsk. Die Stadt hat einen Hafen, im Osten von Atschinsk liegt zudem ein Flughafen.

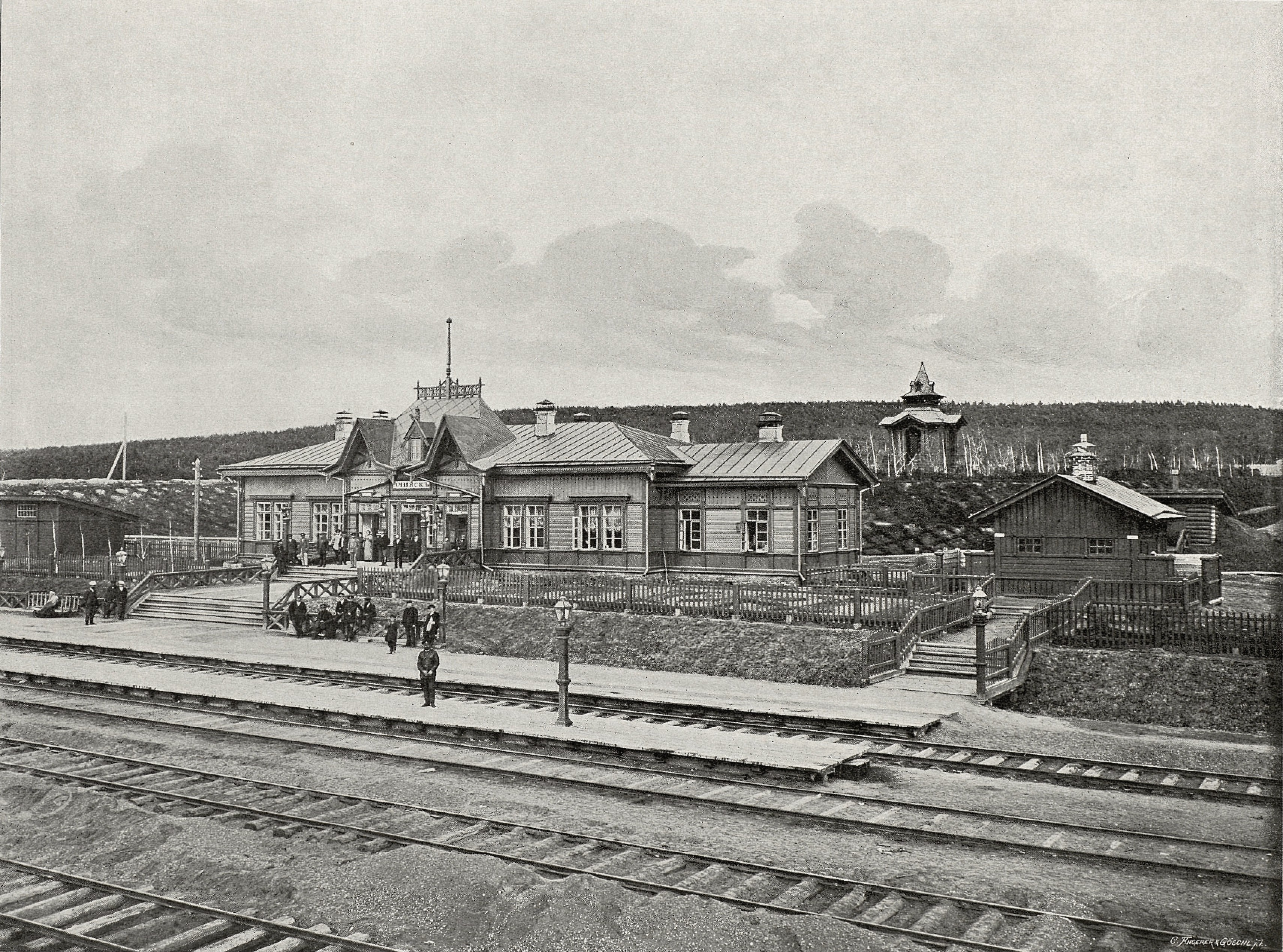
Der Bahnhof Atschinsk in den Jahren 1899 …
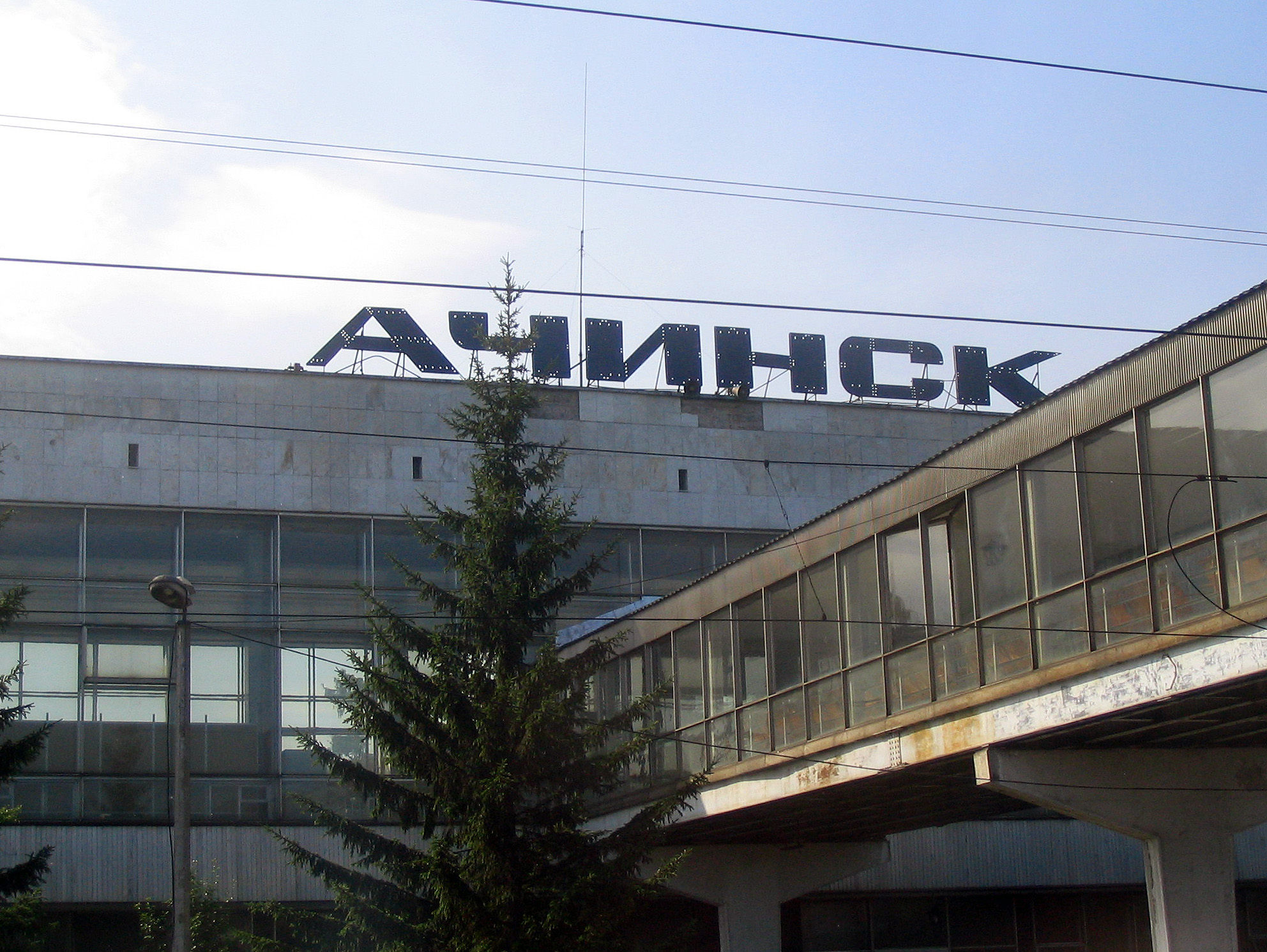
… und 2006

Die Stadt hat seit dem 15. April 1967 ein Straßenbahnnetz, das heute drei Linien umfasst.

## Söhne und Töchter der Stadt
- Michail Milstein (1910–1992), General, Geheimdienstoffizier
- Konstantin Sucharew (1912–2004), Schachkomponist, Poet und Autor
- Anatoli Bachtin (1928–1979), Brücken-Bauingenieur
- Albert Akatow (1930–2016), Konteradmiral
- Swetlana Masterkowa (* 1968), Leichtathletin
- Oleksij Korobejnikow (1978–2014), ukrainischer und russischer Biathlet
- Sergei Podobajew (* 1989), Biathlet
- Andrei Turgenew (* 1989), Biathlet
- Iwan Ignatjew (* 1999), Fußballspieler